# 北魏統一北方
北魏統一北方，是指北魏登国元年（386年）至太延五年（439年），北魏为统一黄河流域所进行的一系列战争。

## 概述
拓跋氏是鮮卑族部落联盟中的一支，原居于今黑龙江省嫩江流域大兴安岭附近。后逐渐南移，东晋咸康四年（338年），拓跋什翼犍在平城（今山西省大同市东北）一带建立代国。376年，前秦灭代国。淝水之战后，东晋太元十一年（386年）正月，拓跋珪在牛川（今内蒙古呼和浩特市西南）重建代国，同年迁都盛乐（今内蒙古和林格尔县北土城子），改国号魏。史称北魏，拓跋珪称魏王后，东破库莫奚，西击高车，灭亡匈奴別部刘卫辰，相继征服北方一些游牧部落，俘获大批人畜，使拓跋部迅速强大起来。
北魏登国十年（后燕建兴十年，395年）魏王拓跋珪进攻后燕军在參合陂之戰歼灭四五万燕军。从此改变了两国力量对比。次年，燕国皇帝慕容垂带病亲征北魏，魏军败绩，但慕容垂病重，被迫退兵。不久后慕容垂病死，拓跋珪亲率40余万大军，南下进攻后燕，夺得并州（治今太原市西南），又东出井陉进入河北州郡，就地取粮，扩大战果。占领信都（今河北省冀州市）、中山（今河北省定州市）、邺城（今河北省临漳县西南）等，后燕被切断为南北两部。北魏天兴元年（398年），拓跋珪徙都平城，称帝，史称魏道武帝。此后几年,北魏巩固即得疆域，与北部的柔然和关中的后秦交战，北魏天兴五年（后秦弘始四年，402年），拓跋珪围城打援、分而歼之，在柴壁之战大败后秦军，歼灭3万余人。永兴元年（409年），拓跋珪被拓跋绍所杀，拓跋嗣继位称帝，史称魏明元帝。
泰常七年（宋永初三年，422年）明元帝以宋武帝刘裕病卒之机，凭强大军力，沿黄河流域全面开战，重点进攻，夺取黄河以南虎牢（今河南省荥阳市西北）、洛阳、滑台（今河南省滑县东）等军事重镇。由于南朝宋军善于守城，也使魏軍付出了重大的伤亡。北魏泰常八年（423年），明元帝崩，太子拓跋焘即位，史称魏太武帝。
此时，南方东晋在420年被刘宋替代，北方除夏国、北凉、西秦、北燕和塞外的柔然、高句丽、吐谷浑等之外，也被为北魏所占。拓跋焘雄才大略，在战争中，经常亲自率军出征，多获胜利。北魏始光三年（夏承光二年，426年）至四年，夏主赫连勃勃卒，他的儿子互相残杀，拓跋焘二次率军进攻夏都统万城（今陕西省靖边县东北白城子）。佯诱夏军出战，顺风冲击，大败夏軍，攻克统万，俘虏夏国王公、将校及后妃、宫人等以万数，又获30余万匹马、牛羊数千万头。神䴥二年（429年），拓跋焘率军长途奔袭漠北（今蒙古高原大沙漠以北地区），大破柔然，威服高车，为统一北方创造有利条件。从此，柔然势力大减，主动攻魏变少。神䴥四年（夏胜光四年，431年），拓跋焘灭夏国。
太延二年（北燕太兴六年，436年），北魏兵克和龙（今辽宁省朝阳市），灭北燕。太延五年（北凉承和七年，439年），以平西将軍源贺为向导（源贺为南凉国王禿髮傉檀之子，南凉原在姑臧，后为北凉所占），率大军进攻北凉。由于源贺引兵招慰姑臧附近旧部三万余落，北魏得以迅速攻克姑臧，灭亡北凉，接着又攻占张掖、乐都、酒泉等地，留将镇守。北魏统一北方，结束了西晋末年以来135年时十六国分裂局面。
北魏大臣崔浩深为魏道武帝、魏明元帝和魏太武帝所器重，参与北魏军事决策，多谋善断，在北魏统一北方的战争起了重要作用。